# Twin Peaks: Els últims dies de Laura Palmer
Twin Peaks: Els últims dies de Laura Palmer (títol original en anglès: Twin Peaks: Fire Walk with Me) és una pel·lícula estatunidenca de terror psicològic i drama de 1992 coescrita i dirigida per David Lynch. La història està situada en el mateix entorn que la sèrie de televisió Twin Peaks, i explora els esdeveniments succeïts exactament abans de l'inici de la sèrie, per la qual cosa és considerada com una preqüela, a més de servir com a epíleg a la història de Laura Palmer. Ha estat doblada i subtitulada al català. Sheryl Lee va ser nominada a l'Independent Spirit a la millor actriu 1992.

## Argument
La història comença quan el cos de Teresa Banks és trobat al riu Wind i el cas és assignat a dos agents de l'FBI. Durant la recerca, l'agent Desmond només arriba a concloure que l'assassí tornarà a matar. Un any després es narren els últims set dies en la vida de Laura Palmer, assetjada pels seus malsons i per Bob, un ésser demoníac a qui "L'home d'un altre lloc" vigila, mentre que Mike li exigeix la seva quota de pena i dolor (coneguda com a "garmonbozia").

## Repartiment
- Sheryl Lee: Laura Palmer
- Ray Wise: Leland Palmer
- Chris Isaak: Agent Especial Chet Desmond
- Moira Kelly: Donna Hayward
- Dana Ashbrook: Bobby Briggs
- Phoebe Augustine: Ronette Pulaski
- David Bowie: Phillip Jeffries
- Mädchen Amick: Shelly Johnson
- Eric DaRe: Leo Johnson
- Miguel Ferrer: Albert Rosenfeld
- Pamela Gidley: Teresa Banks
- Heather Graham: Annie Blackburn
- Peggy Lipton: Norma Jennings
- David Lynch: Gordon Col·le
- James Marshall: James Hurley
- Jürgen Prochnow: Llenyataire
- Harry Dean Stanton: Carl Rodd
- Kiefer Sutherland: Sam Stanley
- Lenny Von Dohlen: Harold Smith
- Grace Zabriskie: Sarah Palmer
- Kyle MacLachlan: Agent Especial Dale Cooper
- Catherine E. Coulson: Log Lady[4]

## Producció
D'aquesta pel·lícula, de durada bastant llarga, s'eliminaren gran quantitat d'escenes i fins i tot s'eliminà completament la participació d'alguns personatges que apareixien en la sèrie. Des de fa uns anys hi ha iniciatives a la xarxa per recuperar el metratge eliminat.
L'únic personatge que és interpretat per una actriu diferent al de la sèrie és el de Donna, que en lloc de ser interpretat per Lara Flynn Boyle (que havia triat no participar-hi) fou reemplaçat per Moira Kelly.
El film aprofundeix el clima de misteri i desconcert que es trobava en la sèrie d'una manera detallada, i amplia la mitologia creada per David Lynch. Per exemple, la breu aparició de l'agent Phillip Jeffries (David Bowie), així com l'anciana i el nen amb careta (que en la vida real és fill de David Lynch). També hi apareixen dos micos, un de tipus titi i un altre molt inquietant que apareix després de sortir una boca menjant "garmonbozia" (el dolor i la pena humanes transformades simbòlicament en blat de moro fornejat). Una altra de les escenes inquietants té lloc quan el nan conegut com "l'home d'un altre lloc" parla de la taula de formica, moment en què es troba en una habitació de The Black Lodge (La Lògia Negra) amb diversos éssers desconeguts.
Twin Peaks: Els últims dies de Laura Palmer reflecteix la dualitat contrastada entre dos pobles: Twin Peaks d'una banda, presentat com un lloc bonic, amb el seu superhotel, la seva Doble R, els seus pastissos, les seves belles cambreres, el seu xèrif i altres personatges entranyables; i d'altra banda Deer Meadows, amb els seus policies corruptes i inquiets, la seva cafeteria amb mosses desagradables o antipàtiques i, en lloc d'un hotel impressionant, un brut aparcament de caravanes.